# Síndrome de exceso aparente de mineralocorticoide
El síndrome de exceso aparente de mineralocorticoides es un mal genético autosómico recesivo que causa hipertensión (alta presión sanguínea) e hipopotasemia (niveles anormalmente bajos de potasio). Esta condición responde al tratamiento de glucocorticoides. Resulta de mutaciones en el gen HSD11B2, que codifica la isoenzima del riñón de 11β-hidroxiesteroide dehidrogenasa tipo 2. En un individuo no afectado, esta isoenzima inactiva el cortisol circulante por la cortisona metabolizada menos activa. La mutación que ocasiona inactividad lleva a altas concentraciones locales de cortisol en el riñón. Cortisol en altas concentraciones puede causar una reacción cruzada y activar el receptor mineralocorticoide, dando como resultado efectos similares a aldosterona en el riñón. Esto es lo que causa la hipocalemia, la hipertensión y la hipernatremia asociados con el síndrome.
Otras condiciones tales como el síndrome de Liddle pueden aparentar las características clínicas de EAM, así que la diagnosis puede ser hecha calculando la relación cortisol/cortisona libres en orina. Dado que los pacientes con EAM crean menos cortisona, esta relación será mayor en los pacientes con EAM en comparación con los pacientes no afectados. De otra forma, se puede diferenciar entre los dos síndromes al administrar un diurético ahorrador de potasio. Los pacientes con síndrome de Liddle no sólo responderán a un diurético que une al canal de sodio epitelial, cuando aquellos con EAM responderán a un diurético que una el canal de sodio epitelial o el receptor mineralocorticoide.
EAM es una condición extremadamente rara, con menos de 100 casos registrados en el mundo.
El consumo de regaliz también puede causar una forma temporal de EAM debido a su habilidad de bloquear 11β-hidroxiesteroide dehidrogenasa tipo 2, causando la elevación de altos niveles de cortisol. 

## Genética
EAM es un desorden hereditario autosómico recesivo. Esto significa que el gen defectuoso responsable del mismo está localizado en un autosoma, y dos copias del gen defectuoso ( uno hereditario de cada padre) son requeridos para nacer con este desorden. Los padres de un individuo con un desorden autosómico recesivo tienen una copia del gen defectuoso, pero por lo general no presenta ningún signo o síntoma del desorden.